# PC Magazine
Das PC Magazine (abgekürzt PC Mag) ist eine englischsprachige Computerzeitschrift, die von Ziff Davis publiziert wird. Die Druckausgabe wurde von 1982 bis Januar 2009 herausgegeben. Seit Ende 1994 gibt es auch eine Online-Edition.

## Geschichte
Bei einem frühen Testbericht des neuen IBM Personal Computer gab die Computerzeitschrift BYTE bekannt, dass ein neues Magazin, genannt PC: The Independent Guide to the IBM Personal Computer (frei übersetzt: „PC: Der Unabhängige Führer zum IBM Personal Computer“), erscheinen würde. Die Erstausgabe der PC erschien Anfang 1982. Die Zeitschrift wurde von David Bunnell, Eddie Currie und Tony Gold, Mitbegründer der Lifeboat Associates, geführt. Gold finanzierte die Zeitschrift, doch sie wuchs schnell über ihr Marktkapital hinaus und er verkaufte die PC an Ziff Davis, der die Redaktion nach New York City holte. Die Mitarbeiter der PC wandten sich von der Zeitschrift ab und gründeten das Magazin PC World.
Erst im Januar 1986 wurde die PC im Zuge ihrer ersten großen Neugestaltung in PC Magazine umbenannt.
Die dritte Ausgabe der PC war quadratisch, da sie so dick war, die übliche Bindetechnik nicht eingesetzt werden konnte. Anfangs erschien die Zeitschrift im Zwei-Monats-Rhythmus, doch ab der August-Ausgabe im Jahr 1982 erschien sie monatlich. Da die PC noch immer sehr dick war, empfahl ein Leser, sie alle zwei Wochen zu veröffentlichen. Die Redaktion antwortete mit den Worten Please say you’re kidding about the bi-weekly schedule. Please? (frei übersetzt: „Bitte sag du machst Witze mit dem Zwei-Wochen-Plan. Bitte?“), doch nach Dezember 1983, als die Zeitschrift eine Dicke von 800 Seiten erreichte, wurde sie alle zwei Wochen mit jeweils 400 Seiten herausgegeben.
Im Januar 2008 wurde der Veröffentlichungsrhythmus wieder auf den monatlich erscheinende Ausgaben umgestellt. Ende der 1990er Jahre wurde mit 1,2 Millionen die höchste Anzahl der in Umlauf gebrachten Ausgaben erreicht. Im November 2008 wurde schließlich bekanntgegeben, dass die Druckausgabe mit der Januar-Ausgabe 2009 eingestellt, aber die Online-Version weiter erscheinen werde. Zu diesem Zeitpunkt waren etwa 600.000 Druckausgaben im Umlauf.

## Redakteur
Der aktuelle Chefredakteur von PCMag.com ist Dan Costa. Unter seinem Vorgänger, Lance Ulanoff, war Costa als Executive Editor beschäftigt. Ulanoff war von Juli 2007 bis Juli 2011 Chefredakteur. Vor ihm hield Jim Louderback die Stelle des Chefredakteurs. Als dieser aber ein Angebot für die Position des Chief Executive Officer bei Revision3 erhielt, verließ er die Redaktion des PC Magazine.

## Übersicht
Das PC Magazine stellt Rezensionen und Vorschauen der neuesten Hardware und Software bereit. Das Zielpublikum sind sachkundige IT-Techniker. Die Artikel werden von führenden Experten geschrieben. Dazu gehört beispielsweise John C. Dvorak: Seine Kolumne gehört zu den beliebtesten Bestandteilen der Zeitschrift. Weitere reguläre Abschnitte sind:
- First Looks (Auf den ersten Blick) (eine Sammlung von Rezensionen über neu veröffentlichte Produkte)
- Pipeline (eine Sammlung von kurzen Artikeln über die Entwicklungen in der Computerindustrie)
- Solutions (Lösungen) (Ein Abschnitt, der verschiedenste How-To Aktikel enthält)
- User-to-User (Vom Benutzer zum Benutzer) (Ein Abschnitt, in dem von Lesern eingeschickte Fragen von den Experten der Redaktion beantwortet werden.)
- After Hours (Feierabend) (ein Abschnitt über verschiedenste elektronische Unterhaltungsmedien und -produkte)
- Abort, Retry, Fail? (Abbrechen, Wiederholen, Fehler?) (eine Witzeseite am Anfang des Magazins)

## Entwicklung
Seit der Erstausgabe hat sich das Magazin stark verändert. Eine der größten Entwicklungen war die stetig sinkende Auflage der Druckausgabe: Aufgrund der Entwicklung des Internets und der damit zusammenhängenden Veränderung des Werbemarktes verloren Computermagazine nach und nach ihre Wichtigkeit. Diese Tatsache war auch der Hauptgrund für die Entscheidung im November 2008, die gedruckte Fassung nicht weiter anzubieten. Früher umfassten Werbeanzeigen von Versandhandel mehrere Seiten, da möglichst viele Produkte aufgelistet werden mussten; heute reicht eine einzelne Seite mit einer Referenz auf die Website aus. Von den 1980ern bis Mitte der 1990er Jahre umfasste die Zeitschrift etwa 400 Seiten, wobei einzelne Ausgaben sogar 500 oder 600 Seiten hatten. Ende der 1990er Jahre sank die Seitenzahl jedoch auf 300, später sogar auf nur 200 Seiten.
Heute hat sich die Zeitschrift auf die Gegebenheiten des 21. Jahrhunderts angepasst. Der Fokus verschob sich weg von massiven Vergleichstests verschiedenster Computersysteme, Hardware und Software und hin zu einem breiteren Markt für Endkunden, einschließlich Smartphones, Tablets, Kameras und Fernsehern. Seit den späten 1990er Jahren wird auch zunehmend Hard- und Software für Macintosh behandelt.
Das Magazin hat im Laufe der Zeit auch zu einigen Streitpunkten Stellung genommen, wie beispielsweise zu Kopierschutz (das Magazin weigerte sich, den Editors’ Choice Award an Produkte zu vergeben, die einen Kopierschutz aufwiesen) und dem Intel 80286 Prozessor.
Das PC Magazine war ein Unterstützer früher Versionen des OS/2 Betriebssystems. Nach der Veröffentlichung von Windows 3.0 wechselte es jedoch zu einer starken Befürwortung der Microsoft Windows Umgebungen. Einige Benutzer von OS/2 beschuldigten das PC Magazine der Ignoranz gegenüber neuerer Versionen (ab 2.x) von OS/2.
Während der Dotcom-Blase hat sich das Magazin stark den vielen neuen Internetfirmen gewidmet und damit Beschwerden von Lesern auf sich gezogen, die behaupteten, das Magazin gebe damit seinen ursprünglichen Schwerpunkt auf Computertechnologie auf. Nach dem Platzen der Blase Anfang der 2000er kehrte das PC Magazine wieder zu seiner klassischen Herangehensweise zurück.

## Verschiedene Veröffentlichungsmethoden
Die Onlineausgabe der Zeitschrift startete Ende 1994. Ab dem Jahr 2004 wurde auch eine digitale Version des PC Magazine über Zinio zur Verfügung gestellt. In den 1980er Jahren gab es zusätzlich das PC Disk Magazine – Eine spezielle Ausgabe, die auf Diskette veröffentlicht wurde. Ende der 1990er wurde für einige Jahre auch eine CD-ROM-Edition angeboten, die interaktive Testberichte und den gesamten Text früherer Ausgaben umfasste.
Von 1993 bis 1997 gab es eine spezielle Ausgabe, die sich mit Computernetzwerken befasste. Später entwickelte sich diese in den Abschnitt "Net Tools", der ein Teil der normalen Ausgabe war, und schließlich in die beiden Teile "Internet User" und "Internet Business".
Unter der Bezeichnung des PC Magazine wurden mehrere Bücher veröffentlicht. Auch der Name Dvoraks steht auf einigen Büchern.
Heute ist das PC Magazine auch für Tablets in einer interaktiven Form erhältlich: Unter anderem kann es über den iTunes Store, Google Play und Zino bezogen werden.